# Catedral de Nuestra Señora de Guadalupe (Dodge City)
La Catedral de Nuestra Señora de Guadalupe  (en inglés: Cathedral of Our Lady of Guadalupe) es una catedral católica en Dodge City, Kansas, Estados Unidos. Es la sede de la diócesis de Dodge City.
Cuando el Papa Pío XII estableció la Diócesis de Dodge City el 19 de mayo de 1951 la Iglesia del Sagrado Corazón se convirtió en la primera catedral de la diócesis. Entre 1995 y 1998 la diócesis pasó por un proceso de reestructuración y las parroquias de Dodge City necesitaba edificios más grandes. La diócesis también tenía una necesidad de un espacio más grande para liturgias diocesanas. Durante el episcopado del obispo Ronald Gilmore se tomó la decisión de fusionar ambas parroquias: Sagrado Corazón y la Virgen de Guadalupe. Robert Habiger del estudio de arquitectura de Albuquerque Dekker / Perich / Sabatini fue elegido para diseñar la nueva catedral, que iba a ser llamado en honor de Nuestra Señora de Guadalupe. La catedral fue consagrada el 9 de diciembre de 2001 y la parroquia se estableció oficialmente el mismo día. La primera misa fue celebrada por el Rev. Ted Skalsky en la fiesta de la Virgen de Guadalupe el 12 de diciembre de 2001.

## Véase también

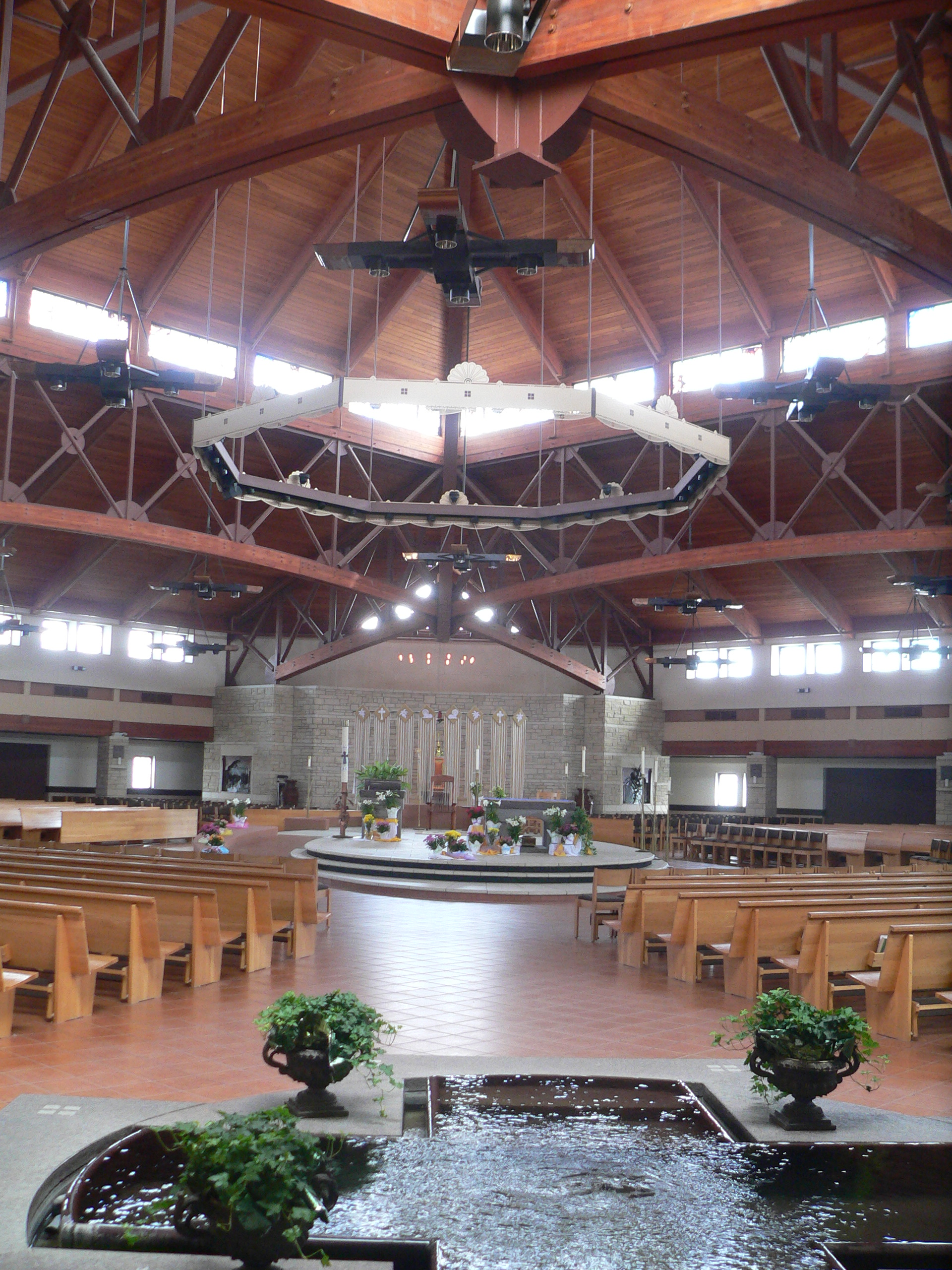
Vista interna